# Alessandro Buzio
Alessandro Buzio (Pavia, 1893. január 13. – 1972. október 1.) első világháborús olasz vadászpilóta volt. Szolgálata során 6 igazolt légi győzelmet szerzett. 1972-ben hunyt el, életének hetvenkilencedik évében.

## Élete

### Fiatalkora
1893-ban született Pavia-ban.

### Katonai szolgálata
1915 végén került a légierőhöz és az alapkiképzés elvégzése után a Squadriglia 75 (75. repülő osztag) pilótája lett. Első légi győzelmét 1916. június 27-én szerezte meg, Verona légterében, Guido Nardini-val megosztva. Hosszabb ideig nem történt semmi jelentős, azonban hamarosan áthelyezték a Squadriglia 81-be (81. repülő osztag). Ebben az egységben csupán egyetlen légi győzelmet (ellenséges repülőgép lelövése) szerzett, 1917. július 31-én. 1917 augusztusában áthelyezték a legendás 76. repülő osztaghoz. Ebben az egységben szolgált az olasz légierő számos ászpilótája (Silvio Scaroni (26 légi győzelem), Mario Fucini (7 légi győzelem), Luigi Olivi (6 légi győzelem). További négy légi győzelmét ebben a repülő osztagban szerezte. A repülőszázadával részt vett az isonzói csatákban, ahol szeptember 22-én megszerezte harmadik légi győzelmét. 1917. december 19-én aratta 4. légi győzelmét. Alessandro Buzio 1918. május 3-án vált ászpilótává, amilkor is lelőtt egy gépet a Piaveközelében, majd még egyet Monte Asalone közelében. Később már nem hallani jelentősebb katonai tevékenységéről.
1972-ben hunyt el, életének 79. évében.

### Légi győzelmei
| Sorszám | Dátum                | Egység | Ellenfél   | Megjegyzés                   |
| ------- | -------------------- | ------ | ---------- | ---------------------------- |
| 1       | 1916. június 27.     | 77ª    | Ismeretlen | Guido Nardini-val megosztva. |
| 2       | 1917. július 31.     | 81ª    | Ismeretlen | -                            |
| 3       | 1917. szeptember 22. | 76ª    | Ismeretlen | -                            |
| 4       | 1917. december 19.   | 76ª    | Ismeretlen | -                            |
| 5       | 1918. május 3.       | 76ª    | Ismeretlen | -                            |
| 6       | 1918. május 3.       | 76ª    | Ismeretlen | -                            |